# Dagfinn Sørli
Dagfinn Sørli, född 26 augusti 1958 i Kristiansand, är en norsk diplomat.
Sørli, som till utbildningen är candidatus magisterii, har arbetat i utrikestjänsten sedan 1988. Han var senior rådgivare i Utrikesdepartementet 2002–2003, avdelningsdirektör där 2003–2014 och ambassadör i Tallinn 2014–2018. Sedan 2018 innehar han posten som ambassadör vid WTO-delegationen i Genève.